# Сан Винченти (Сијена)
Сан Винченти је насеље у Италији у округу Сијена, региону Тоскана.
Према процени из 2011. у насељу је живело 10 становника. Насеље се налази на надморској висини од 512 м.